# Darkoneta stridulans
Espèce
Synonymes
- Archoleptoneta stridulans Platnick, 1994

Darkoneta stridulans est une espèce d'araignées aranéomorphes de la famille des Archoleptonetidae.

## Distribution
Cette espèce est endémique de la province de Chiriquí au Panama,. Elle se rencontre sur le Cerro Colorado vers 1 220 m d'altitude.

## Description
Le mâle holotype mesure 0,92 mm et la femelle paratype 0,86 mm.

## Systématique et taxinomie
Cette espèce a été décrite sous le protonyme Archoleptoneta stridulans par Platnick en 1994. Elle est placée dans le genre Darkoneta par Ledford et Griswold en 2010.

## Publication originale
- Platnick, 1994 : « A new spider of the genus Archoleptoneta (Araneae, Leptonetidae) from Panama. » American Museum novitates, no 3101, p. 1-8 (texte intégral).